# Bruno Thiry
 Bruno Thiry  (Sankt Vith, Bélgica, 8 de Outubro de 1962) e um ex-piloto de ralis belga. Competiu no Campeonato Mundial de Rali (WRC).

## Carreira
Começou a sua carreira como amador em 1981, ao volante de um Simca, e depressa chegou o sucesso no Campeonato Belga de Rali. Em 1994, juntou-se á equipa norte-americana da Ford, para competir no WRC, ao volante de um Ford Escort Cosworth. Durante vários anos, conseguiu diversos 3ºs lugares, quer no Rali da Grã-Bretanha em 1994, no Rali de San Remo e no Rali da Catalunha em 1996. Na temporada de 1994, acabou na 5ª posição final do WRC.
Em 1997, ganhou o Rali dos Açores ao volante de Cosworth. No ano seguinte, Thiry continuou na Ford, e em 1999 foi contratado para ser o terceiro piloto da Subaru World Rally Team.
Em 2001, Thiry juntou-se á Skoda, acabando por ter um ano desastroso com o Octavia WRC. O seu melhor resultado nesse ano foi um 8º lugar no Rali de Monte Carlo, no Rali do Chipre e no Rali da Grã-Bretanha.
Em 2002 e 2003, foram passados ao volante do Peugeot 206 WRC. Ganhou o Rally Ypres nos dois anos seguidos e tornou-se Campeão Europeu em 2003 com 5 vitórias obtidas. Em 2004, foi o estreante do novo Citroën C2 S1600.
Desde 2005, Thiry esteve mais ou menos retirado do desporto automóvel, aparecendo ocasionalmente em determinados eventos. O melhor e mais recente resultado, foi um 2º lugar no Rali de Condroz em 2006, ao volante de um Peugeot 307 WRC. O seu co-piloto na maior parte da sua carreira foi o compatriota Stephane Prévot.